# Denise Affonço
Denise Affonço (Phnom Penh, 1944) és una escriptora cambodjana. De pare francès i mare vietnamita. Treballava com a secretària a l'ambaixada francesa a Phnom Penh quan es va produir el cop d'estat dels khmers rojos el 1975. Affonço va decidir romandre a Cambodja al costat del seu marit i els seus fills; aviat van ser deportats al camp, on van patir tota mena de penalitats i la seva filla i el seu marit van morir. El 1979 la invasió vietnamita va alliberar el país del règim dels khmers rojos i, al cap de pocs mesos, Affonço va testificar en el judici contra Ieng Sary i Pol Pot, líders del règim, que es va celebrar a Phnom Penh. Les notes que va escriure durant la preparació del seu testimoni van ser la base d'El infierno de los jemeres rojos, publicat a França el 2005. Avui Denise Affonço viu a París.